# Paul Furlan
Paul Furlan (Binche, 3 november 1962 – Montigny-le-Tilleul, 10 april 2023) was een Belgisch politicus voor de PS.

## Levensloop
Als licentiaat in de bestuurswetenschappen aan de Universiteit van Luik werd Furlan, die via zijn vader Italiaanse roots had, beroepshalve verzekeringsagent, gespecialiseerd in het beheer van KMO's. In 1991 richtte hij tevens de vzw Oxygène op, die middels mountainbike, fietsen en extremere sporten problemen rond delinquentie, dakloosheid en handicaps wilde tegengaan. Ook was hij vanaf 1998 ondervoorzitter van het natuurreservaat Haute Sambre. 
In navolging van zijn vader Bruno Furlan, die schepen was in Thuin, werd Paul Furlan politiek actief voor de PS. Voor deze partij werd hij in oktober 1994 verkozen tot gemeenteraadslid van Thuin. In de legislatuur 1995-2000 zat de PS er op de oppositiebanken en in 1997 volgde hij oud-burgemeester Julien Brochard op als fractieleider van de PS in de gemeenteraad, waardoor hij de facto oppositieleider werd. Toen burgemeester Daniel Ducarme in juni 2000 naar Brussel verhuisde, werd Furlan schepen van de stad, hoewel de PS nog steeds tot de oppositie behoorde. Bij de gemeenteraadsverkiezingen enkele maanden later behaalde de PS een absolute meerderheid in Thuin, waarna Furlan burgemeester werd, een functie die hij uitoefende tot zijn ontslag in februari 2020. Door zijn ministeriële functies was hij tussen 2009 en 2017 verhinderd burgemeester. Na zijn definitieve ontslag werd hij opnieuw PS-fractieleider in de gemeenteraad van Thuin, waar hij bleef zetelen tot aan zijn overlijden in april 2023.
Van 2007 tot 2009 was hij vanuit zijn functie van burgemeester de voorzitter van de Waalse Vereniging van Steden en Gemeenten en vanuit deze hoedanigheid tevens van de Vereniging van Belgische Steden en Gemeenten (VBSG) in 2009. Hij werd in beide functies opgevolgd door Jacques Gobert.
Via apparentering werd Furlan in juni 1999 voor het arrondissement Thuin verkozen in het Waals Parlement en het Parlement van de Franse Gemeenschap. In 2004, 2009, 2014 en 2019 werd hij telkens herkozen en van 2004 tot 2009 was hij secretaris van het Waals Parlement. Zijn parlementaire mandaten werden in de periode 2009-2017 onderbroken, aangezien hij toen minister was. Hij zetelde in het Waals Parlement en het Parlement van de Franse Gemeenschap tot aan zijn overlijden in april 2023.
Van 2009 tot 2014 was hij minister van Lokale Besturen en Steden in de Waalse Regering en van 2014 tot januari 2017 was hij in deze regering minister van Lokale Besturen, Steden, Huisvesting en Energie. Als minister van Lokale Besturen nam hij in zijn departement een reeks initiatieven, zoals de consolidatie van het Gemeentefonds, de hervorming van het trekkingsrecht voor gesubsidieerde werken, de oprichting van een investeringsfonds ten gunste van de lokale besturen, de hervorming van de wettelijke graden, de hervorming van de financiering van religies en een hervorming van de provincies, waarbij bevoegdheden als huisvesting en energie werden overgeheveld naar het Waals Gewest. Daarnaast ondertekende Furlan met het Brussels Hoofdstedelijk Gewest en Vlaanderen een samenwerkingsakkoord over het statuut van interregionale intercommunales.
In december 2016 brak er een schandaal uit bij de Waalse intercommunale Publifin, waarbij mandatarissen hoge vergoedingen uitbetaald kregen waar (bijna) geen reële prestaties tegenover stonden. Furlan was als minister verantwoordelijk voor de intercommunales en bij het schandaal was ook zijn gewezen adjunct-kabinetschef Claude Parmentier betrokken. Hij verklaarde niets af te weten van de wantoestanden bij Publifin. Nadat er in het Waals Parlement echter een motie van wantrouwen werd ingediend door oppositiepartijen MR en Ecolo werd de druk voor Furlan te groot en eind januari 2017 nam hij ontslag als minister.
Furlan overleed in april 2023 op 60-jarige leeftijd aan kanker.